# Бистрицький Максим Євгенович
Максим Євгенович Бистрицький — український військовослужбовець, математик, історик, мовознавець, редактор, перекладач; кандидат фізико-математичних наук (1999). Випускник Київського національного університету імені Тараса Шевченка (1995). 1993-1997 технічний редактор журналу «Політична думка». 1999-2004 науковий співробітник Інституту математики НАНУ, 2005-2010 науковий співробітник Інституту історії України НАНУ, упорядник електронної бібліотеки давньої української літератури «Ізборник», кавалер ордена «За мужність» III ступеня.

### Вибрані статті
- Бистрицький М. Метод побудови диференціального оператора Лапласа на неортогональних шаблонах // Київський національний університет ім. Т. Г. Шевченка, 1999. — № 1. — С. 117—129.
- Бистрицький М. Є. Різницевий оператор Лапласа на неортогональному семиточковому шаблоні прямокутної сітки та його спектральні властивості / М. Є. Бистрицький, М. М. Москальков // Обчислювальна та прикладна математика. — 1997. — № 2 (82). — С. 7—12. Перекладено: Bystrytskyi, M.E., Moskal'kov, M.M. The Difference Laplace Operator on a Seven-Point Nonorthogonal Pattern of a Rectangular Grid and Its Spectral Properties. Journal of Mathematical Sciences 104, 1593–1598 (2001). https://doi.org/10.1023/A:1011316910596
- Bystrytskyi, M., The incomplete reduction method for calculating solutions of a difference Dirichlet problem on a seven-point nonorthogonal pattern of a rectangular grid for the Poisson equation. J Math Sci 102, 3733–3739 (2000). https://doi.org/10.1007/BF02680225
- Різницеві схеми на неортогональних шаблонах для рівняння гіперболічного типу. Дисертація канд. фіз.-мат. наук, 1999. Автореферат дисертації. Текст
- Simulation Modeling of Random Change of Ground Surface Characteristic during Military Tracked Vehicle Motion. By: Rudyi Andriy; Khaustov Dmytro; Bystrytsky Maksym. Published in: Mechanics & Mechanical Engineering, 2017, v. 21, n. 1, p. 137.
- Полеміка про орфографію та мовну норму. Інтернет-видання «Телекритика», 19 вересня 2009.

### Переклади
- Джейсон Бреннан. Проти демократії
- Переклади на сайті «Ізборник»
  - Джек Лондон. Безумство Джона Харнеда
  - Альфред Бестер. Феномен щезання
  - Герберт Уеллс. Хвіртка в стіні
  - Морс Пекхем. Дарвінізм та дарвіністицизм
  - Леонард Е. Рід. Я, Олівець
- Майкл Х'юмер. Знання. Реальність. Цінність: Вступ до аналітичної філософії майже для всіх.